# Козюченко, Владимир Александрович
Владимир Александрович Козюченко - советский историк-германист, доктор исторических наук, профессор.

## Биография
В. А. Козюченко родился в 1909 г. в деревне Гривы Смоленской губернии, в семье крестьянина. В 1927 г. после окончания Велижского педагогического техникума поступил на общественно-экономический факультет Ленинградского государственного педагогического института им. А. И. Герцена, который закончил в 1930 г. После завершения обучения в ЛГПИ работал преподавателя новой истории в Средневолжском краевом Коммунистическом университете в г. Куйбышеве (Самара); преподавателем всеобщей истории Мордовского областного коммунистического университета и в Высшей коммунистической сельскохозяйственной школе в Саранске. В 1936—1939 гг. учился в аспирантуре на историческом факультете МГУ им. М. В. Ломоносова. С 1939 по 1942 гг. заведовал кафедрой всеобщей истории Мордовского педагогического института. В марте 1942 г. был призван в ряды Красной Армии, но в связи с тяжелой болезнью в октябре 1942 г. отозван и направлен на работу в Мордовский педагогический институт еа должность заведующего кафедрой марксизма-ленинизма. В 1947 г. для завершения своей научно-исследовательской работы был командирован на 11-месячные курсы повышения квалификации в Академию общественных наук при ЦК ВКП (б) в Москву, где подготовил и защитил кандидатскую диссертацию на соискание учёной степени кандидата исторических наук по теме «Германский социал-шовинизм и центризм в годы мировой войны». В 1948 г. ему присвоили ученое звание доцента. В 1952 г. был переведен в Сталинградский государственный педагогический институт на должность заведующего кафедрой всеобщей истории, которой заведовал до сентября 1985 г.
С 1962 по 1964 г. занимал должность старшего научного сотрудника. В 1967 г. защитил диссертацию на соискание учёной степени доктора исторических наук по теме: «Рабочий класс и социал-демократия Германии в Ноябрьской революции 1918 г.». В 1968 г. получил ученое звание профессора. В 1987 г. назначен профессором-консультантом.
Награждён медалью «За доблестный труд в Великой Отечественной войне 1941—1945 гг.», «За доблестный труд. В ознаменовании 100-летия со дня рождения В. И. Ленина», знаками «За отличные успехи в работе», «Отличник народного просвещения», почетными грамотами Министерства просвещения СССР и РСФСР.
Работал в ВГПИ до 1989 г. Скончался 27 февраля 1989 года после тяжелой болезни, немного не дожив до своего 80-летнего юбилея.

## Научные труды
В. А. Козюченко известный историк-германист. Автор более 80 научных и учебно-методических работ, организатор многочисленных германо-российских конференций в Волгограде.
Среди них: «Германский социал-шовинизм и центризм в годы первой мировой войны (август 1914 — июль 1917 г.)», «Уроки Ноябрьской революции и борьба рабочего класса в Германии за власть», «Антиимпериалистическая борьба рабочего класса Рейнско-Вестфальской промышленной области Германии в начале 1919 г.».
Ныне многое в научном наследии В. А. Козюченко, к сожалению, принадлежит прошлому, многое было идеологизировано в соответствии с требованиями времени. Но это не касается фактической стороны и не умаляет его вклада в историческую науку. Его исследования о ноябрьской революции, особенно последние издания о борьбе рабочего класса и социал-демократов в Рейнско-Вестфальской области и Бременской Советской республике, сохраняют свое значение и сегодня.